# 政所
政所（日语：／）是日本古代的一些政治机构使用的称呼，包括：1、平安时代起，亲王和三位以上的公卿被许可设立的家政机关，其事务官被称为“家司”；2、镰仓幕府的一个机构，源自前者，主管一般政务和财政事务，长官为政所别当；3、室町幕府的一个机构，源自前两者，负责财政和领地相关诉讼，长官为政所执事。